# 30 srebrników

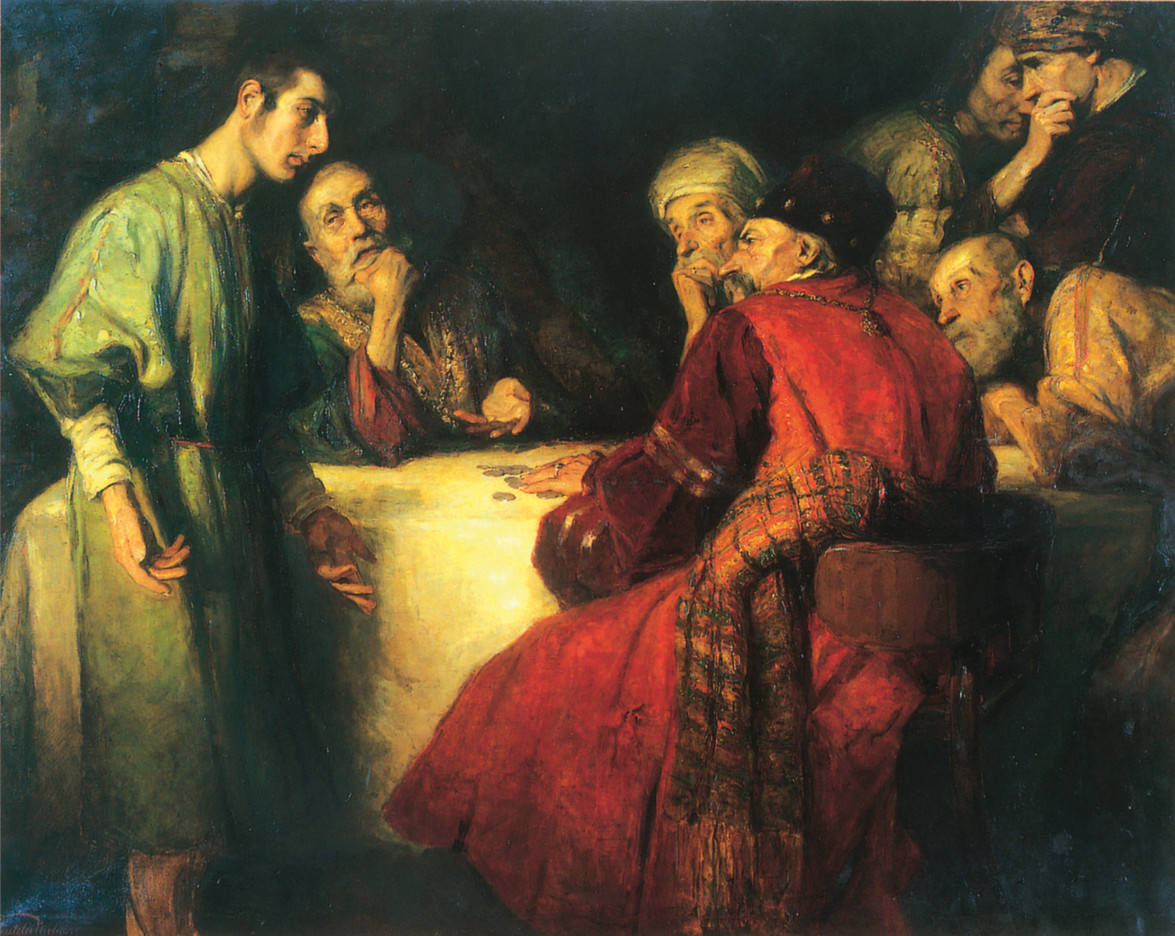
30 srebrników – obraz Jánosa Pentelei Molnára z 1909

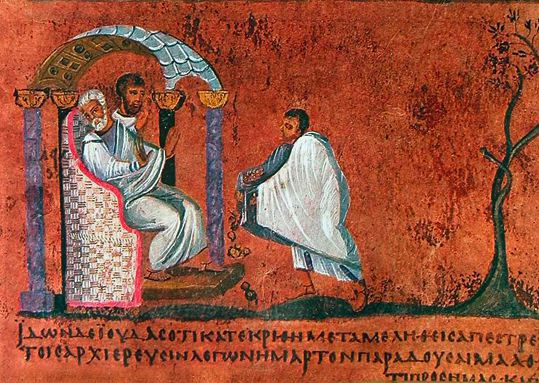
Judasz zwracający 30 srebrników – Codex purpureus rossanensis, VI w.

30 srebrników (także Judaszowe srebrniki) – kwota, za którą Judasz wydał Jezusa Chrystusa.

## Zapłata za zdradę
Kwota, jaką zaoferowali arcykapłani Judaszowi za zdradę Jezusa, wynosiła 30 srebrników i była równa cenie niewolnika. Po pojmaniu Jezusa Judasz chciał zwrócić srebrniki, jednak arcykapłani odmówili ich przyjęcia. Judasz rzucił srebrniki w ich stronę i odszedł. Za pozostawione przez Judasza srebrniki zakupiono pole garncarza (Haceldama, Hakeldama lub Hakeldamach z aram. Pole Krwi), na którym grzebano cudzoziemskich pielgrzymów.
Według współczesnych szacunków (prof. Piotr Dyczek, ks. prof. Andrzej Kobyliński) jeden srebrnik odpowiadał ówczesnej zapłacie za dzień pracy, a zatem przyjmuje się, że 30 stanowiło równowartość średniej miesięcznej płacy. Analizę ekonomiczną wycelowaną w określenie ekwiwalentu 30 srebrników na początku XXI wieku wykonał prof. Jerzy Kropiwnicki, który przedstawił różne wyniki w zależności od podstaw szacowania (mogło to być z jednej strony 95 zł, a z drugiej 46 500 zł), zaś niezależnie od tego uzyskane sumy uznał za „tragicznie niskie wobec ogromu zdrady”.

## Stary Testament
Odniesienie do 30 srebrników znalazło się w Starym Testamencie, bowiem prorok Zachariasz zapowiedział zdradzenie Mesjasza za cenę niewolnika o ww. wartości.
- Księga Zachariasza:

Potem zwróciłem się do nich: Jeżeli to uznacie za słuszne, dajcie mi zapłatę, a jeżeli nie – zostawcie ją sobie! I odważyli mi trzydzieści srebrników. Jednak Pan rzekł do mnie: «Wrzuć do skarbony tę nadzwyczajną zapłatę, której w ich przekonaniu byłem godzien». Wziąłem więc trzydzieści srebrników i wrzuciłem je do skarbony domu Pańskiego.

## Ewangelie
Kwestia otrzymania przez Judasza srebrników ma swoje odniesienia w Ewangeliach.
- Ewangelia według św. Mateusza jako jedyna podała określoną kwotę 30 srebrników[10]:

Wtedy jeden spośród Dwunastu, ten, który się nazywał Judasz Iskariota, poszedł do arcykapłanów i powiedział im: Co chcecie mi dać, a ja Wam go wydam. A oni postanowili [dać] mu trzydzieści srebrników.

- Ewangelia według św. Marka:

Wtedy Judasz Iskariota, jeden z Dwunastu, odszedł do arcykapłanów, aby im Go wydać. A oni na wieść o tym bardzo się ucieszyli i przyrzekli mu dać pieniądze.

- Ewangelia według św. Łukasza:

A oto szatan wstąpił w Judasza, zwanego Iskariotą, jednego z Dwunastu. Poszedł on i powiedział arcykapłanom oraz przełożonym straży, jak może Go im wydać. A oni ucieszyli się i zgodzili się dać mu pieniądze.

- W Ewangelii według św. Jana brak jest bezpośredniego odniesienia do otrzymanych przez Judasza srebrników, jest za to mowa o ujawnieniu zdrajcy przez Jezusa – J 13,12-30; oraz relacja z pojmania Jezusa w obecności Judasza – J 18,1-11[14].

- Ponadto w Ewangelii według św. Mateusza zawarto epilog historii, który wydarzył się rankiem po pojmaniu Jezusa[15]:

A Judasz, ten, który Go zdradził, widząc, że został skazany, poczuł żal. Odniósł tedy trzydzieści srebrników najwyższym kapłanom i starszym ludu mówiąc: Zgrzeszyłem wydając krew niewinną. A oni odpowiedzieli: Co nam do tego? To twoja sprawa. Rzuciwszy tedy srebrniki do przybytku, oddalił się, a potem poszedł i powiesił się. A najwyżsi kapłani, wziąwszy pieniądze, powiedzieli: Nie można włożyć ich do skarbca, bo to zapłata za krew. I naradziwszy się, kupili za te pieniądze pole garncarzowe [przeznaczone] na cmentarz dla cudzoziemców. Dlatego pole to nazywa się „Polem Krwi”. I tak wypełniła się przepowiednia proroka Jeremiasza: Wzięli trzydzieści srebrników jako zapłatę za Oszacowanego, za oszacowanego przez synów Izraela. I dali je za pole garncarza, tak jak mi rozkazał Pan.

## Kultura masowa

### Symbolika
30 srebrników w sztuce to symbol zdrady, też ceny zdrady. Określenie „judaszowe srebrniki” to biblizm oznaczający pieniądze zarobione nieuczciwie, które ciążą na sumieniu.
Przyjmuje się, że zawarta w herbie Portugalii liczba kół zsumowanych w pionie i poziomie może także oznaczać 30 judaszowych srebrników.

### Sztuki plastyczne
- Około 1305 Giotto di Bondone namalował fresk pt. Wręczenie srebrników Judaszowi.
- Johann Wilhelm Baur (1607–1642) był autorem dokumentu ikonograficznego pt. Judasz otrzymuje od kapłanów 30 srebrników[21].

### Literatura
- Dzieło pt. Trzydzieści srebrników: sztuka w 3 aktach (ang. Thirty Pieces of Silver) autorstwa Howarda Fasta.
- W 2013 w języku polskim ukazała się książka pt. 30 srebrników, Donos w dziejach nowych i dawnych autorstwa Karola Sauerlanda[22].

### Film
- W latach 2020–2023 zrealizowano hiszpański serial telewizyjny pt. 30 srebrników (oryg. 30 monedas)[23][24].